# Beaminster
Beaminster è un paese di 2 936 abitanti della contea del Dorset, in Inghilterra.